# (55844) Bičák
(55844) Bičák, internationalement (55844) Bicak, est un astéroïde de la ceinture principale, de la famille de Hungaria.

## Description
(55844) Bičák est un astéroïde de la ceinture principale, de la famille de Hungaria. Il est caractérisé par un demi-grand axe de 1,93 UA, une excentricité de 0,05 et une inclinaison de 18,4° par rapport à l'écliptique.

## Compléments